# Rolf-Göran Bengtsson
Rolf-Göran Bengtsson (Lund, 2 de junio de 1962) es un jinete sueco que compite en la modalidad de salto ecuestre.
Participó en seis Juegos Olímpicos de Verano, entre los años 1996 y 2020, obteniendo dos medallas de plata, en Atenas 2004, en la prueba por equipos (junto con Malin Baryard, Peter Eriksson y Peder Fredricson), y en Pekín 2008, en la prueba individual. Ganó cinco medallas en el Campeonato Europeo de Saltos Ecuestres entre los años 2001 y 2023.
Fue el abanderado de su país en la ceremonia de apertura de los Juegos Olímpicos de Londres 2012.

## Palmarés internacional
| Juegos Olímpicos   | Juegos Olímpicos      | Juegos Olímpicos  | Juegos Olímpicos |
| Año                | Lugar                 | Medalla           | Categoría        |
| ------------------ | --------------------- | ----------------- | ---------------- |
| 2004               | Atenas (Grecia)       | Medalla de plata  | Por equipos      |
| 2008               | Hong Kong (China)     | Medalla de plata  | Individual       |
| Campeonato Europeo |                       |                   |                  |
| Año                | Lugar                 | Medalla           | Categoría        |
| 2001               | Arnhem (Países Bajos) | Medalla de plata  | Por equipos      |
| 2001               | Arnhem (Países Bajos) | Medalla de bronce | Individual       |
| 2011               | Madrid (España)       | Medalla de oro    | Individual       |
| 2013               | Herning (Dinamarca)   | Medalla de bronce | Por equipos      |
| 2023               | Milán (Italia)        | Medalla de oro    | Por equipos      |